# Abakir
Abakir – duchowny Koptyjskiego Kościoła Ortodoksyjnego, od 2004 biskup Skandynawii. Sakrę otrzymał w 2004 roku.